# Андреас Зінгерле
Андреас Зінгерле  (італ. Andreas Zingerle, 25 листопада 1961) — італійський біатлоніст, олімпійський медаліст.

## Виступи на Олімпіадах
| Олімпіада        | Дисципліна                | Місце  |
| ---------------- | ------------------------- | ------ |
| Сараєво 1984     | спринт 10 км              | 29     |
| Сараєво 1984     | індивідуальна гонка 20 км | 9      |
| Сараєво 1984     | естафета 4 х 7,5 км       | 5      |
| Калгарі 1988     | спринт 10 км              | 15     |
| Калгарі 1988     | індивідуальна гонка 20 км | участь |
| Калгарі 1988     | естафета 4 х 7,5 км       | 3      |
| Альбервіль 1992  | спринт 10 км              | 7      |
| Альбервіль 1992  | індивідуальна гонка 20 км | 17     |
| Альбервіль 1992  | естафета 4 х 7,5 км       | 4      |
| Ліллехаммер 1994 | спринт 10 км              | 44     |
| Ліллехаммер 1994 | індивідуальна гонка 20 км | 6      |
| Ліллехаммер 1994 | естафета 4 х 7,5 км       | 6      |